# Pocharica apicalis
Pocharica apicalis är en insektsart som beskrevs av Melichar 1899. Pocharica apicalis ingår i släktet Pocharica och familjen Ricaniidae. Inga underarter finns listade i Catalogue of Life.